# 耿兆麟
耿兆麟（1915年—？），男，江苏江阴人，中国外科学家，曾任安徽医科大学教授、名誉校长，第五、六、七届全国政协委员。